# Paulo Bitencourt

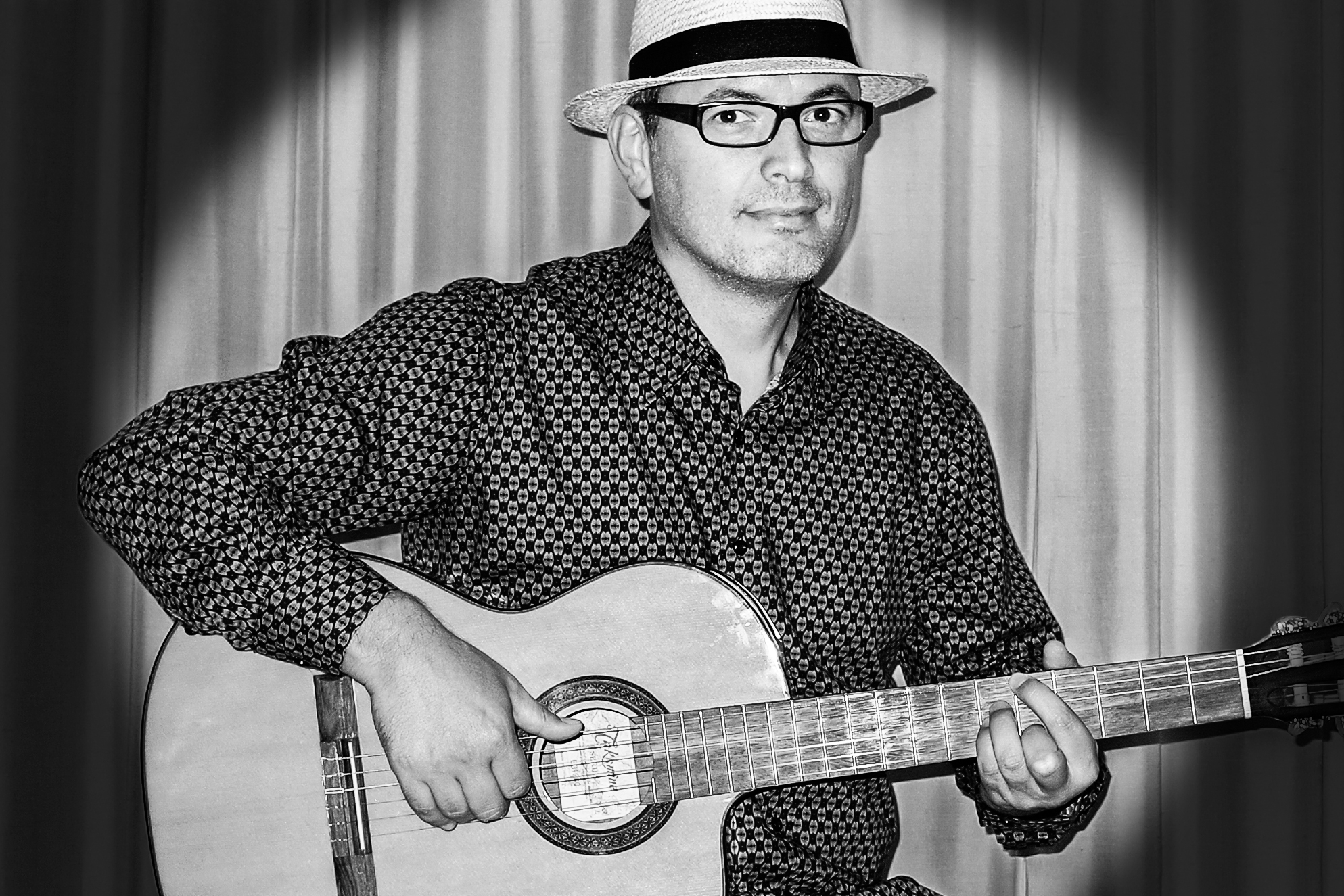
Paulo Bitencourt (2015)

Paulo Roberto de Paula Bitencourt (* 1966 in Castro, Paraná, Brasilien), besser bekannt als Paulo Bitencourt, ist ein in Brasilien geborener österreichischer Sänger, Sprecher und Schriftsteller.

## Leben
Nach dem Besuch des Gymnasiums studierte Bitencourt in Brasilien zwei Jahre lang protestantische Theologie. Parallel dazu trat er gemeinsam mit Vokalensembles auf. 1990 ging er nach Österreich, um dort an einem dem theologischen Seminar Schloss Bogenhofen angegliederten Institut einen Sprachkurs zu absolvieren.
Nach der Aufnahmeprüfung am Konservatorium der Stadt Wien studierte er dort ab 1992 Operngesang und schloss sein Studium im Jahr 2000 ab. Er sang in mehreren Chören und trat nach dem Studium am Stadttheater Baden und am Wiener Theater Akzent auf, wo er den König in der Orffs Oper Die Kluge, den Vater in Hänsel und Gretel, Figaro in Rossinis Der Barbier von Sevilla und Guglielmo in Mozarts Così fan tutte sang. Mehrere Jahre wirkte er als Sänger am Burgtheater, zum Beispiel in Brechts Dreigroschenoper oder Offenbachs Orpheus in der Unterwelt. Auch spielte er dort in einigen Stücken als Schauspieler, zum Beispiel in Ein Sportstück von Elfriede Jelinek.
Der Autodidakt auf der Gitarre tritt auch mit brasilianischer Musik auf und interpretiert Klassiker des Bossa Nova, darunter Kompositionen von Antônio Carlos Jobim, oder Songs von unter anderem Chico Buarque.
Außerdem ist Bitencourt Voice-Over-Sprecher von Unternehmensvideos und wurde u. a. von Plasser & Theurer, TGW Logistics Group, Doka-Gruppe und Lyoness engagiert.
Bitencourt sieht sich als Freidenker und ist Autor von drei im Selbstverlag erschienenen Büchern, die das Thema Religion und Atheismus behandeln.

## Österreichische Staatsbürgerschaft
2016 wurden Bitencourt sowie seine aus Russland stammende Frau und ihr gemeinsamer in Wien geborener Sohn vom österreichischen Staat eingebürgert.
Ursprünglich wollte Bitencourt nie österreichischer Staatsbürger werden, da Österreich nur eine Staatsbürgerschaft erlaubt und er daher auf seine brasilianische Staatsangehörigkeit hätte verzichten müssen. Nachdem er 2012 beschlossen hatte, für immer in Österreich zu leben, war er Gegenstand eines Berichts der Tageszeitung Der Standard als Beispiel für die Widersprüche der österreichischen Einwanderungsgesetze, die verhinderten, dass er die österreichische Staatsbürgerschaft bekommen konnte, obwohl er zu jenem Zeitpunkt bereits seit 22 Jahren in Österreich gelebt hatte und im Besitz eines unbefristeten Daueraufenthaltstitels war. Es folgte eine Berichterstattung in der ORF-Sendung Report. 2015 war Bitencourt zu Gast in der ORF-Sendung Von Tag zu Tag, in der er mit dem Politikwissenschaftler und Migrationsforscher Bernhard Perchinig diskutierte. Im selben Jahr war er im Fokus der ORF-Sendungen Heimat Fremde Heimat und ZIB Magazin, die sich mit dem Widerspruch des österreichischen Staatsbürgerschaftsgesetzes befassten, das Einbürgerung von einem hohen Einkommen abhängig macht und dadurch gut integrierte Ausländer vom demokratischen Prozess ausschließt, da sie nicht wählen dürfen. Ein weiteres Interview zum Thema brachte 2015 die Zeitschrift News.

## Buchveröffentlichungen
- Com Zeus Não Se Brinca: Loucuras da Crença em Deus (Mit Zeus spielt man nicht: Verrücktheiten des Glaubens an Gott) Selbstverlag, 2020, ISBN 978-1720341260.
- Liberated from Religion: The Inestimable Pleasure of Being a Freethinker (Befreit von Religion: Das unschätzbare Vergnügen ein Freidenker zu sein) Selbstverlag, 2022, ISBN  979-8436056692.
- Wasting Time on God: Why I Am an Atheist (Zeit verschwenden mit Gott: Warum ich ein Atheist bin) Selbstverlag, 2022, ISBN 979-8841422839.